# Brouwersgracht 51 (Amsterdam)
Brouwersgracht 51 te Amsterdam is een woonhuis aan de Brouwersgracht in Amsterdam-Centrum.
De Brouwersgracht is een eeuwenoude gracht in Amsterdam. Veel van de originele bebouwing aan die gracht is al verdwenen, zo ook het gebouw dat op huisnummer 51 stond. Dat gebouw werd op verzoek van J.J.F. de Ruiter rond 1900 afgebroken en op die plaats kwam een gebouw ontworpen door architect Jos Hegener; de architect woonde om de hoek aan Droogbak 16. Daar waar de omringende gebouwen Brouwersgracht 29-59 toch vooral het uiterlijk hebben van grachtenpanden (souterrain, woningen en opslag) ziet dit gebouw er afwijkend uit. Allereerst valt het gebruikte bouwmateriaal op; Hegener gebruikte vaak geel baksteen, hier gele verblendsteen afgewisseld met banden van groene glazuurstenen. Een tweede dat opvalt is de asymmetrische compositie, links in rechte lijn aan de gevel, rechts erker en balkon.
Het geheel is opgetrokken op een natuurstenen plint/sokkel met een bewerkte vensteropening voor het souterrain. De deuropeningen bevinden zich op enigszins verhoogd niveau. De toegangspartij wordt afgesloten met bovenramen waarboven een stenen versiering in boogvorm is geplaatst. De hoekstenen hebben een bloemenfiguratie gekregen, de sluitstenen ringen. In het kozijn is een driehoek uitgespaard.  Daarboven bevinden zich vensters van de eerste en tweede verdieping, waartussen een reliëf met vrouwengezicht is afgebeeld.
Boven het venster van het souterrain bevindt zich de ramenpartij van de bel-etage. Aan de bovenzijde daarvan zijn de consoles geplaatst die een rechthoekige erker draagt. In het pleisterwerk van de grond van de erker is een bloemmotief te zien. De basis van de erker gaat over in een trapeziumvormige erker van glas. Het dak van dat geheel dient tevens tot ondergrond van een balkonnetje op de tweede verdieping. Het balkonnetje heeft een houten balustrade met houtsnijwerk. Het geheel wordt daar afgerond door middel van een stenen sierstrip in de vorm van de strip boven de toegangsdeur. Wat volgt is een daklijst waarboven de symmetrie ineens toeslaat. Onder een flinke kroonlijst met consoles en overstek zijn nog twee ramen zichtbaar; voor één daarvan is de sierlijke hijsbalk (boven erker en balkon) geplaatst.  De ramenrij wordt aan beide kanten afgesloten door middel van abstract houtsnijwerk. Van ramenrij tot afdak is hout tegen de gevel geklampt. Het gebouw heeft door haar versieringen, onder andere wat sierijzerwerk, tekenen van de art nouveaustijl; een bouwstijl die destijds populair was. 
Het gebouw werd rond 1 april 1902 opgeleverd; het werd toen door de gemeente gekeurd. Het gebouw is sinds 23 november 2004 een gemeentelijk monument.

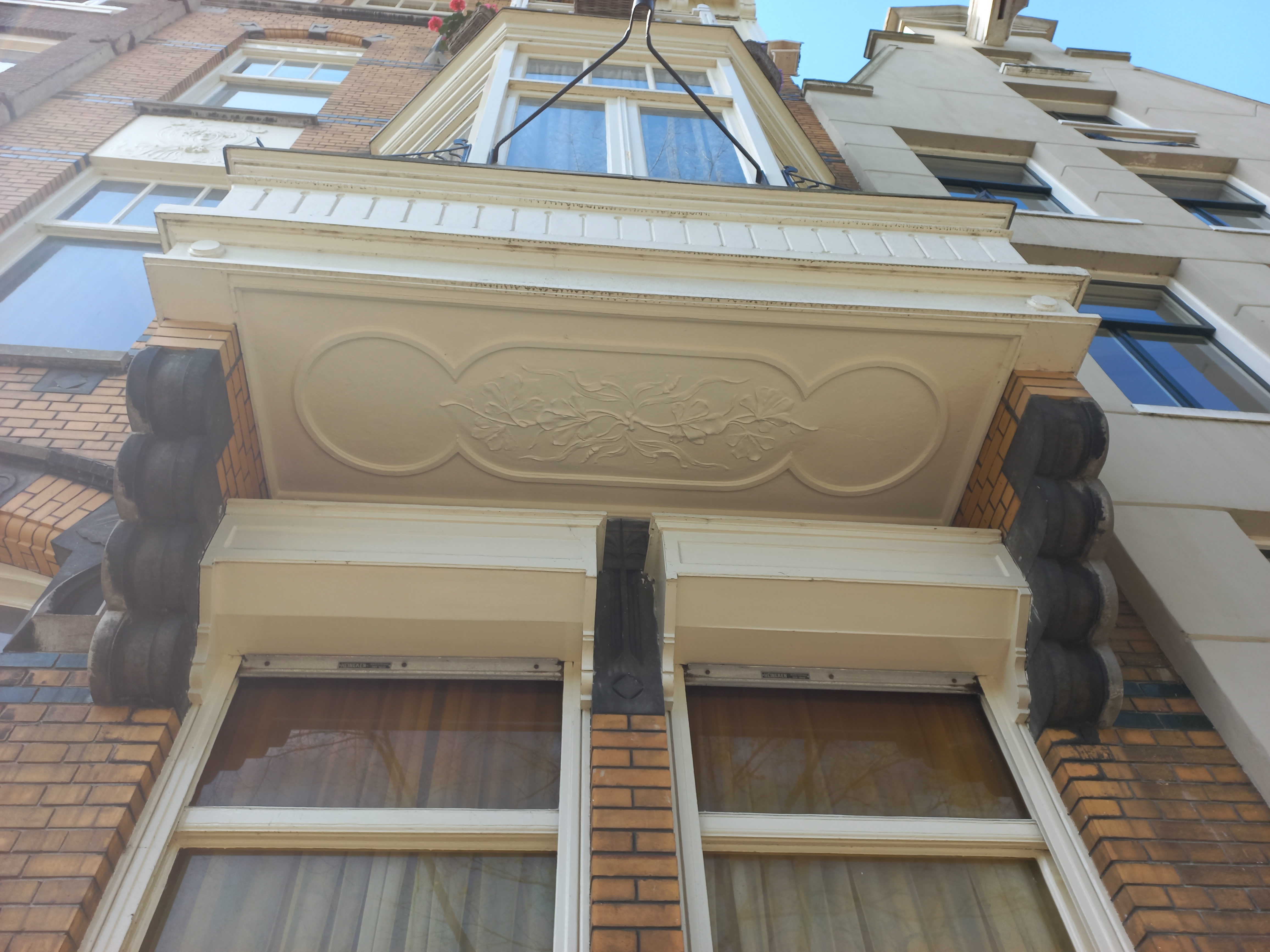
Reliëf op erker (mei 2022)

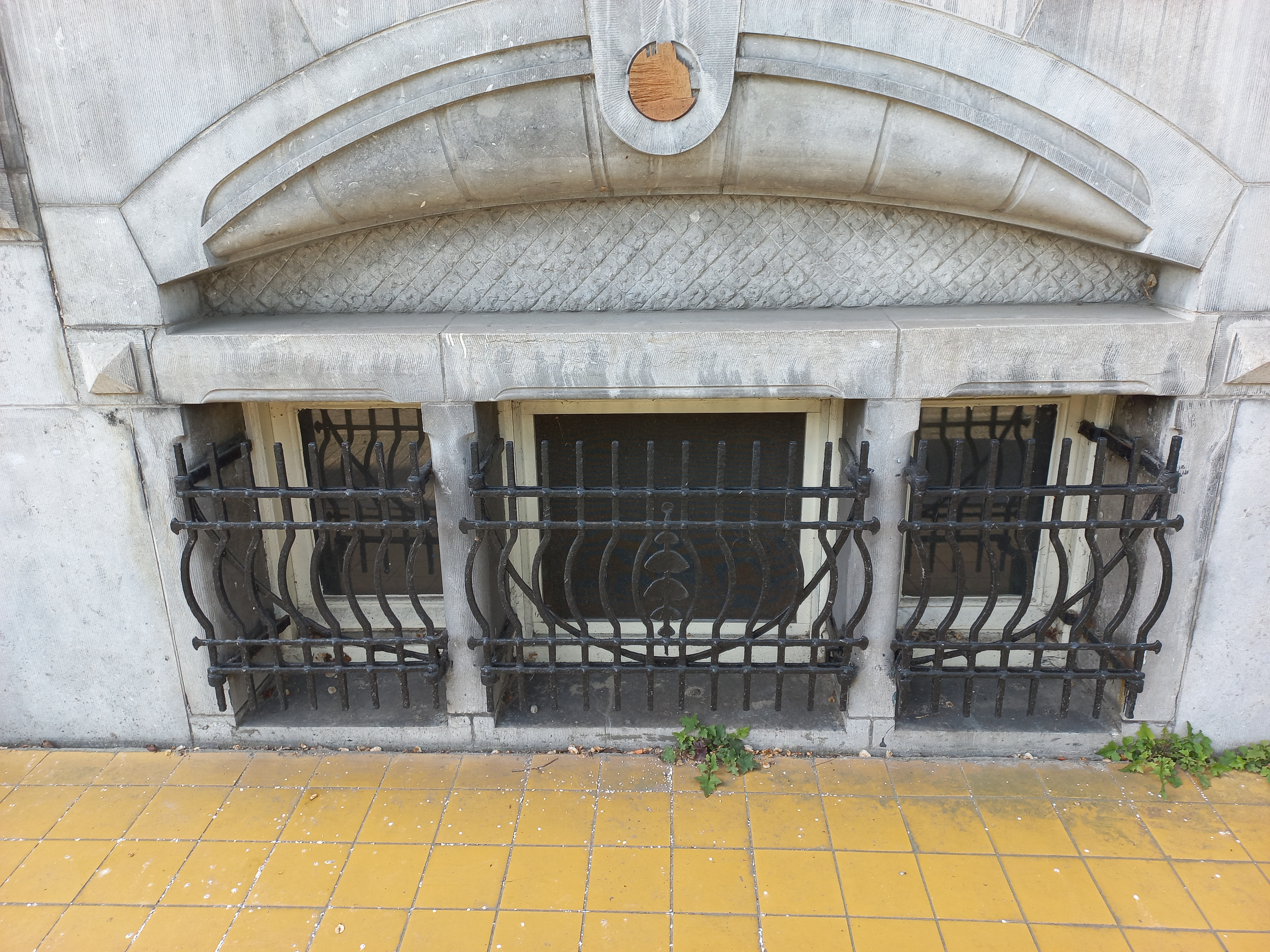
Venster souterrain (mei 2022)